# Alois Wunsch
Alois Wunsch war ein deutscher Landkommissar (Landrat).

## Leben und Wirken
Über die Biographie von Wunsch ist nur sehr wenig bekannt. Er legte am 29. September 1937 die große Staatsprüfung ab. Als Regierungsrat trat er in den Staatsdienst ein. Er arbeitete zunächst im Landratsamt Kehl und wurde 1940 als Landkommissar zum Landkreis Schlettstadt abgeordnet. 
Mit Wirkung vom 12. Oktober 1942 wurde er offiziell Landkommissar im Landkreis Altkirch im annektierten und dem Chef der Zivilverwaltung unterstellten französischen Elsass. Er blieb nur bis März 1943 im Amt, denn dann nahm er aktiv am Kriegsgeschehen des Zweiten Weltkrieges teil.